# Лишенино
Лишенино — деревня в Дмитровском районе Московской области, в составе сельского поселения Синьковское. Население — 0 чел. (2010). До 2006 года Лишенино входило в состав Синьковского сельского округа.

## Расположение
Деревня расположена в западной части района, примерно в 15 км к западу от Дмитрова, у истоков безымянного левого притока реки Яхрома, высота центра над уровнем моря 213 м. Ближайший населённый пункт — Нестерово в 1 км на северо-восток.

## Население
| 2002 | 2006 | 2010 |
| ---- | ---- | ---- |
| 0    | →0   | →0   |